# Second Set
Second Set è un album di Tal Farlow, pubblicato dalla Xanadu Records nel 1975. 
Stessa sessione di registrazione di Fuerst Set, in quest'album però (rispetto al precedente) sono presenti come trio.

## Tracce
Lato A
1. All the Things You Are – 9:18 (Jerome Kern, Oscar Hammerstein)
2. I Remember You – 14:08 (Johnny Mercer, Victor Schertzinger)

Durata totale: 23:26
Lato B
1. Yesterdays – 10:59 (Jerome Kern, Oscar Hammerstein)
2. Let's Do It – 10:37 (Cole Porter)

Durata totale: 21:36

## Musicisti
- Tal Farlow - chitarra
- Eddie Costa - pianoforte
- Vinnie Burke - contrabbasso[1]